# XAP (文件格式)
XAP是一种文件格式，用于分发和安装应用软件和中间件到微软Windows Phone 7/8/8.1/10操作系统，也是用于Microsoft Silverlight应用程序的文件格式。从Windows Phone 8.1开始，安装应用到Windows Phone平台所用的XAP被APPX取代，这是微软为Windows应用商店的应用与Windows Phone的应用统一开发而做出的努力。
XAP本身为ZIP格式的压缩包文件，但微软也允许XAP文件加密，因此该文件可能无法通过标准的ZIP软件打开。XAP文件的互联网媒体类型（MIME）为application/x-silverlight-app。
Windows Phone市场允许用户下载XAP文件到SD卡和手动安装它们。
XAP也是XACT音频项目的扩展，可以使用Microsoft跨平台音频创作工具打开。Silverlight XAP文件不能用音频创作工具打开，并且XACT XAP文件不是压缩文件。

## 内容
XAP文件是一个ZIP压缩包，它通常包含：
- AppManifest.xaml文件
- 所需的动态链接库（DLL）